# José Juan de Jésus Herrera y Piña
José Juan de Jésus Herrera y Piña (Valle de Bravo, 26 dicembre 1865 – Monterrey, 16 giugno 1927) è stato un arcivescovo cattolico messicano.

## Biografia
Fu inviato undicenne a Roma, dove fu ammesso al collegio Pio latino-americano e studiò presso la pontificia Università Gregoriana. Ordinato prete, fu insegnante nel seminario di Città del Messico, di cui fu anche rettore.
Nominato vescovo di Tulancingo, diocesi povera e svantaggiata, vi stabilì un seminario e collegi per la gioventù. Costretto a emigrare nel 1910, a causa della rivoluzione, negli Stati Uniti d'America, vi fondò un seminario per gli aspiranti sacerdoti messicani in esilio.
Tornò in patria nel 1918 e nel 1921 fu trasferito alla sede metropolitana di Linares o Nueva León: colpito dallo stato di abbandono in cui versavano i fedeli delle zone più remote dell'arcidiocesi, dove il clero era più scarso, fondò la congregazione delle Missionarie catechiste dei poveri.

## Genealogia episcopale
La genealogia episcopale è:
- Cardinale Scipione Rebiba
- Cardinale Giulio Antonio Santori
- Cardinale Girolamo Bernerio, O.P.
- Arcivescovo Galeazzo Sanvitale
- Cardinale Ludovico Ludovisi
- Cardinale Luigi Caetani
- Cardinale Ulderico Carpegna
- Cardinale Paluzzo Paluzzi Altieri degli Albertoni
- Papa Benedetto XIII
- Papa Benedetto XIV
- Papa Clemente XIII
- Cardinale Marcantonio Colonna
- Cardinale Giacinto Sigismondo Gerdil, B.
- Cardinale Giulio Maria della Somaglia
- Cardinale Carlo Odescalchi, S.I.
- Cardinale Costantino Patrizi Naro
- Cardinale Lucido Maria Parocchi
- Arcivescovo Giuseppe Ridolfi
- Arcivescovo José Juan de Jésus Herrera y Piña